# Erythria vicaria
Erythria vicaria är en insektsart som beskrevs av Irena Dworakowska 1979. Erythria vicaria ingår i släktet Erythria och familjen dvärgstritar. Inga underarter finns listade i Catalogue of Life.